# Indian Summer (film, 1913)
Pour les articles homonymes, voir Indian Summer.
Pour plus de détails, voir Fiche technique et Distribution.
Indian Summer est un film muet américain réalisé par Lem B. Parker, sorti en 1913.

## Fiche technique
- Titre : Indian Summer
- Réalisation : Lem B. Parker
- Scénario : Emmett C. Hall, d'après son histoire
- Producteur :  William Selig
- Société de production : Selig Polyscope Company
- Société de distribution : General Film Company
- Pays d'origine :  États-Unis
- Langue : Anglais
- Format : Noir et blanc — 35 mm — 1,33:1 — Muet
- Genre : Film dramatique
- Durées : 10 minutes
- Date de sortie : 
  -  États-Unis : 22 mai 1913

## Distribution
- Eugenie Besserer : Virginia
- Herbert Rawlinson : Robert
- Al Ernest Garcia : Jim
- Al W. Filson